# Johnson (tienda)

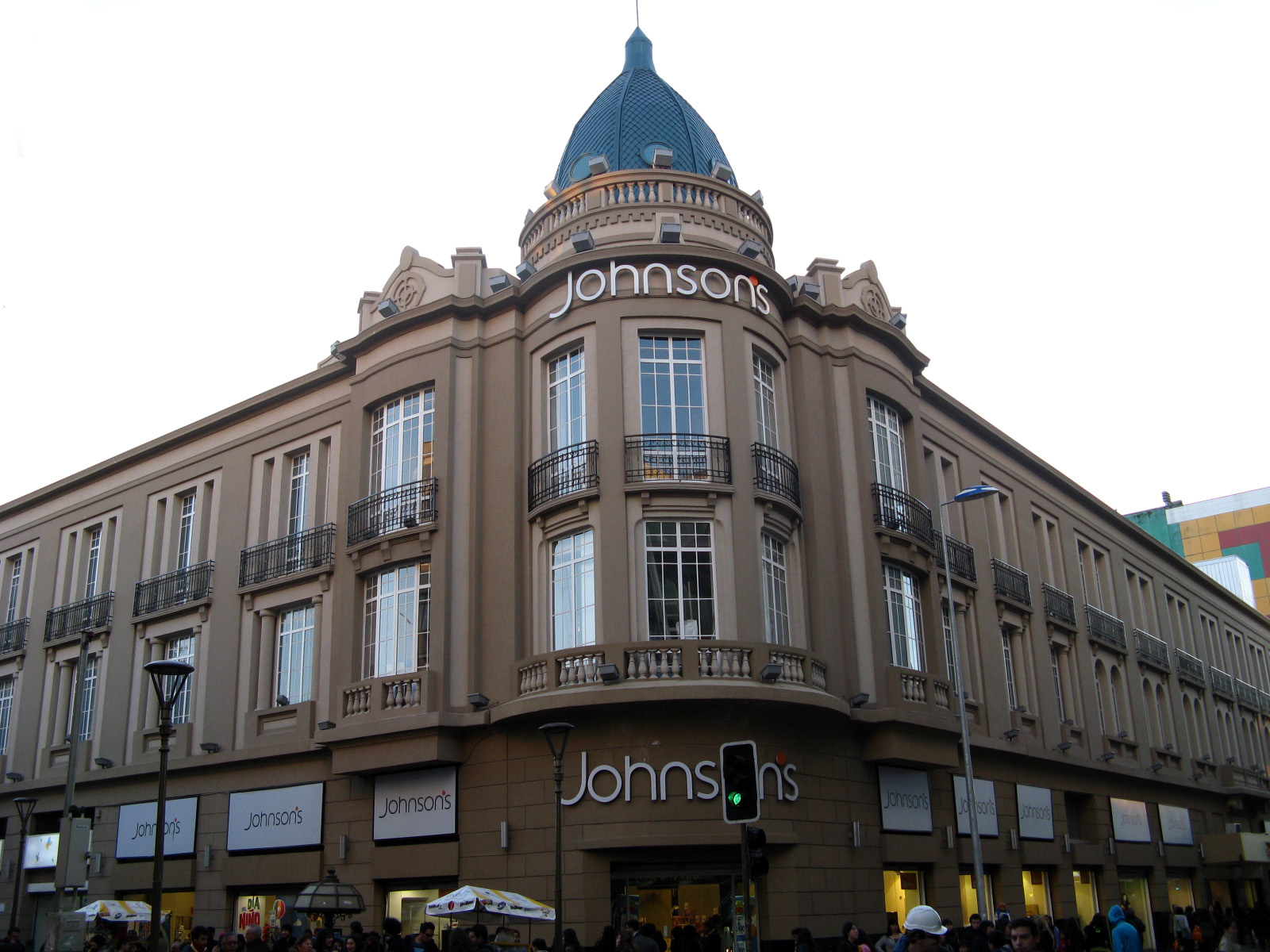
Tienda Johnson en Concepción, Chile, emplazada en el Palacio Hirmas.

Johnson (anteriormente Johnson's y Johnson's Clothes) fue una cadena multitienda chilena, fundada en 1950 y disuelta en 2020.

## Historia
En 1950 el empresario chileno Marcelo Calderón (fundador de Ripley) funda la fábrica textil Calderón Confecciones S.A.C., que en 1964 adquiere el nombre Johnson's Clothes. La empresa fue nombrada así en honor a Lyndon B. Johnson, en ese entonces presidente de Estados Unidos.
El presentador de televisión Mario Kreutzberger trabajó en la fábrica de Calderón antes de entrar en la televisión, y una vez dentro de ella promocionó los trajes de la empresa, lo que le valió popularización a la marca.
Anteriormente, su planta se ubicaba en la calle Santa Elvira, cerca de las esquinas de Avenida Matta y Vicuña Mackenna. En 1978, la compañía adquirió el local de la quebrada Confecciones Burger, trasladándose a calle Ñuble 1034, en Santiago de Chile, quedando con dos plantas productivas. En esta dirección también se encontraban sus oficinas centrales.
En 1985, Calderón inauguró un local en Rancagua, el primero fuera de la capital. La empresa continuó expandiéndose, y a comienzos de los años 1990 ya tenía locales en Valparaíso y Concepción, entre otras ciudades. En 1999 se amplió la variedad de ventas a productos domésticos. Para entonces la empresa ya poseía las marcas Adolfo y Pierre Cardin.
En 2001 se inauguró Mega Johnson's, la primera multitienda en formato hipermercado en Chile, ubicada en Av. Vicuña Mackenna, La Florida. En 2004 se cambió su imagen corporativa, adquiriendo el naranja como color institucional que se mantuvo hasta su cierre en 2020. En 2006 se incorporaron las marcas About, Muv, Suburbia, Ilion y Owen, entre otras, y el mismo año se creó su sitio web.
Entre la década de 2000 y 2010 la multitienda vivió una crisis financiera que la llevó a cerrar locales en algunas ciudades y despedir a varios trabajadores.
Hasta octubre de 2011, Johnson fue propiedad de Marcelo Calderón, también controlador de Ripley, pero ese año fue comprada por Cencosud en una operación avaluada en US$ 65 millones, quedándose Cencosud con un 85,5% de la propiedad. Gracias a esta adquisición, la crisis de la empresa llegó a su fin y el nombre de Johnson's se modificó a Johnson. Además las tiendas Mega Johnson's pasaron simplemente a ser Johnson y la tarjeta Johnson's se unificó con la Tarjeta Cencosud.
En abril de 2013 se anunció que la fábrica de trajes de calle Ñuble, la única que aún producía prendas localmente, cesa sus operaciones debido a los altos costos de producción y a la viabilidad que era realizar importaciones desde el extranjero.
El 30 de junio de 2020, Cencosud anunció el cierre de diversas tiendas Johnson en Chile. Las tiendas que se mantendrán abiertas serán reconvertidas a una nueva marca denominada «París Express». Al momento de su disolución, la cadena tenía 35 sucursales operativas, de las cuales 25 habrían sido cerradas durante el mes de agosto. Las tiendas que se mantuvieron finalmente pasaron a operar bajo la marca París, ofreciendo exclusivamente artículos de los departamentos de vestuario, calzado y deporte.
El último local fue en la ciudad de Maipú la cual se mantuvo hasta 7 de junio de 2022, cuando pasó a operar bajo la marca París.

## Controversias
A mediados de 2012, el Servicio de Impuestos Internos (SII) condonó a la multitienda el pago de casi 60 mil millones de pesos (US$ 125 millones) por multas e intereses tributarios. A esta decisión se le llamó el «perdonazo». El 17 de julio de 2012, la Biblioteca del Congreso Nacional realizó un informe que planteaba conflicto de intereses entre miembros del SII y la empresa. El 21 de julio, la Asociación Nacional de Funcionarios del Servicio de Impuestos Internos (Aneiich) pidió la renuncia de Julio Pereira, luego de conocerse documentos publicados en el sitio de investigación Ciper Chile en que se probaba su participación en el «perdonazo».

## Rostros publicitarios
- Luz Valdivieso (2009-2011)
- Mónica Godoy (2009-2011)
- María Elena Swett (2011-2016)
- José Miguel Viñuela (2013-2014)
- Paz Bascuñán (2016-2020)
- Karol Lucero (2017-2018)
- Luis Fonsi (2016-2020)
- Camila Recabarren (2019-2020)